# Karcsúmolyok
A karcsúmolyok (Phycitinae) a valódi lepkék közül a fényiloncafélék (Pyralidae) családjának egyik alcsaládja több mint hatszáz nem több ezer fajával.

## Származásuk, elterjedésük
A fajok többsége a melegebb éghajlatú vidékeken él, de bőséggel jut közülük a mérsékelt égövre is. Európában három nemzetségük képviselteti magát:
- Anerastiini nemzetség 13 nemmel;
- Cryptoblabini nemzetség a névadó Cryptoblabes nem két fajával;
- valódi karcsúmolyok (Phycitini) nemzetség 103 nemmel.

### Nemzetségbe nem sorolt nemeik
- Anabasis
- Aptunga
- Caristanius
- Caudellia
- Cavihemiptilocera
- Chararica
- Coenochroa
- Dasypyga
- Didia
- Difundella
- Etielloides
- Eulogia
- Furcata
- Gaana
- Gunungia
- Heras
- Irakia
- Lascelina
- Lipographis
- Macrorrhinia
- Moodna
- Namibicola
- Nefundella
- Nevacolima
- Nylonala
- Palatka
- Patriciola
- Pogononeura
- Pogonotropha
- Pseudanabasis
- Pseudosyria
- Sclerobia
- Sematoneura
- Shafferiessa
- Thiallela
- Tumoriala
- Utah
- Varneria
- Zamagiria

## Életmódjuk, élőhelyük
A legtöbb faj hernyója selyemmel bélelt, csőszerű járatában él a tápnövény alatt; néhány faj hernyója endofág. Több, gazdaságilag igen jelentős kártevő is tartozik közéjük. A hernyók többsége a földben bábozódik.
Ismertebb fajok:
- akácmoly (Etiella zinckenella Treitschke, 1832)
- apró karcsúmoly (Homoeosoma nimbellum Duponchel, 1836)
- aszalványmoly (Plodia interpunctella Hb., 1813);
- fenyőrágó karcsúmoly (Dioryctria abietella Denis et Schiffermüller, 1775)
- készletmoly (Ephestia elutella Hb., 1796).
- lisztmoly (Anagasta kuehniella avagy Ephestia kuehniella Zeller, 1879);
- lucernamoly (Oncocera semirubella avagy Salebria semirubella Scopoli, 1763)
- napraforgómoly (Homoeosoma nebulellum Denis et Schiffermüller, 1775)
- tobozrágó karcsúmoly (avagy gyanta-fényilonca; Dioryctria sylvestrella Ratzeburg, 1840 = D. splendidella Herrich-Schäffer, 1848)